# The Schubert Club Museum
The Schubert Club Museum is gevestigd in het Landmark Center in Saint Paul, Minnesota. De initiatiefnemer is de Schubert Club die zich toelegt op bevordering van concertmuziek.

## Geschiedenis en collectie
Het museum werd in 1980 opgericht. De collectie bevond zich aanvankelijk in de kelder en kende sinds het begin al kostbare stukken als een vijfhoekige spinet uit het jaar 1542 en een Wurlitzer-piano in art-deco-stijl uit 1935.

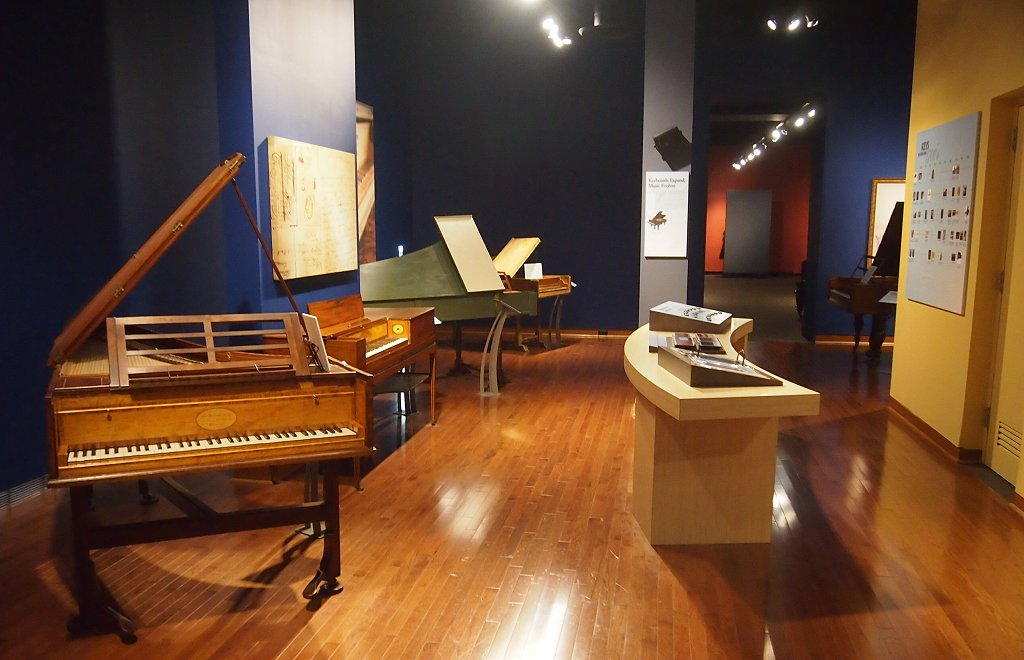
Instrumenten in het museum

In 1984 kreeg de Schubert Club een donatie van de Bill Kugler die in zijn eigen huis in Roseville een privémuseum had opgebouwd met muziekinstrumenten. In hetzelfde jaar verkreeg de Schubert Club een collectie manuscripten van de filantroop Gilman Ordway die afkomstig zijn van componisten als Beethoven, Mozart en Wagner.
Rond 2009 vond een grote verbouwing plaats van het museum dat toen een oppervlakte van twee verdiepingen van het Landmark Center bestreek. Na de verbouwing waren alle instrumenten samengebracht in een grote ruimte, waardoor het museum meer grote groepen kan ontvangen.
Sinds de verbouwing zijn er allerlei interactieve elementen aan het museum toegevoegd. Bezoekers kunnen bijvoorbeeld replica's van historische instrumenten bespelen. Ook is er een kleine concertruimte voor ongeveer vijftig personen.

## Schubert Club
De Schubert Club werd in 1882 door verschillende vrouwen opgericht als de Ladies Musicale. Twee jaar later werd de naam gewijzigd in de Schubert Club, als eerbetoon aan de Oostenrijkse componist Franz Schubert. De club organiseerde na tien jaar een eerste klassiek concert voor haar leden en in 1893 werd voor het eerst een studiebeurs uitgereikt.
In 1911 werd in een lokaal gebouw een muziekklas opgezet voor kinderen. In 1932 had The Schubert Club Music School inmiddels zesentwintig muziekleraren die tweehonderd lessen per week gaven. In 1958 was de interesse echter zodanig teruggelopen, dat de muziekschool werd opgeheven. Het museum van de club werd in 1980 opgericht.
Organist en pianist Dee Ann Crossley was in de jaren nul en tien van de 20e eeuw aan de Schubert Club verbonden als (vice)president van het bestuur.